# Сепи
Сепи (фр. Cépie) насеље је и општина у јужној Француској у региону Лангдок-Русијон, у департману Од која припада префектури Лиму.
По подацима из 2011. године у општини је живело 655 становника, а густина насељености је износила 99,09 становника/km². Општина се простире на површини од 6,61 km². Налази се на средњој надморској висини од 154 метара (максималној 364 m, а минималној 146 m).

## Демографија
| 1962. | 1968. | 1975. | 1982. | 1990. | 1999. | 2011. |
| ----- | ----- | ----- | ----- | ----- | ----- | ----- |
| 271   | 292   | 308   | 318   | 413   | 540   | 655   |

График промене броја становника у току последњих година